# Danske mesterskaber i atletik 1897
Danske mesterskaber i atletik 1897 var det fjerde Danske mesterskaber i atletik og blev afholdt på Charlottenlund Travbane 23. august. Kun seks discipliner 150 meter, 1 mile, 120 yard hæk, spydkast, stangspring og 1km gang var med på programmet. Mesterskabet var åben for udenlandske deltagere.
| Disciplin                  | Guld                                     | Sølv                                     | Bronze                                                                                                |
| -------------------------- | ---------------------------------------- | ---------------------------------------- | --- |
| 150 meter                  | Ferdinand Petersen Københavns FF 17,5    | P. Schou Freja Odense 18,6               | Orla Michelsen IK Tjalve ?                                                                            |
| 1 mile                     | Marius E. Jørgensen AIK 95 4:54,0        | Otto Haug Kristiania IF 4:58.0           | Nils Hvam Kristiania IF ?                                                                             |
| 120 yard hæk (92 cm hække) | Ferdinand Petersen Københavns FF 17,0 DR | Henrik Nordlie Ørnulf ?                  | |
| Stangspring                | Henrik Nordlie Ørnulf F. Funck 2,67      |                                          | Poul Frederiksen Ordrup Latin- og Realskole Emil von Holstein-Rathlou Ordrup Latin- og Realskole 2,58 |
| Spydkast                   | A. Larsson 36,17                         | Axel Valdemar Hansen Københavns FF 32,47 | |
| 1 km gang                  | William Sturgess London 4:02,4           | Holger Kleist Københavns FF 4:14,6       | ? |
Kilder: 
- DAF i tal
- Politiken 24.august 1897

| Atletik | Spire Denne artikel om atletik er en spire som bør udbygges. Du er velkommen til at hjælpe Wikipedia ved at udvide den. |